# Baljit Singh
Baljit Singh (* 27. Oktober 1962) führt seit 2005 in der Nachfolge von Thakar Singh die spirituelle Bewegung Sant Mat, vormals in Deutschland organisiert als Holosophische Gesellschaft. Von seinen Schülern wird er Sant Baljit Singh genannt. Seine Lehren beinhalten unter anderem die nach innen gewandte Praxis des Surat Shabd Yoga und beschäftigen sich mit der Suche nach Selbsterkenntnis und Gotteserkenntnis.
| Personendaten    | Personendaten                                           |
| ---------------- | ------------------------------------------------------- |
| NAME             | Singh, Baljit                                           |
| KURZBESCHREIBUNG | indischer Führer der neuen religiösen Bewegung Sant Mat |
| GEBURTSDATUM     | 27. Oktober 1962                                        |